# Gmina Banks (Iowa)

Położenie Gminy Banks w hrabstwie Fayette

Gmina Banks (ang. Banks Township) – gmina w USA, w stanie Iowa, w hrabstwie Fayette. Według danych z 2000 roku gmina miała 384 mieszkańców, a jej powierzchnia wynosi 94,61 km².